# Lepanthopsis comet-halleyi
Lepanthopsis comet-halleyi är en orkidéart som beskrevs av Carlyle August Luer. Lepanthopsis comet-halleyi ingår i släktet Lepanthopsis och familjen orkidéer. Inga underarter finns listade i Catalogue of Life.